# Мвамлове
Мвамло́ве (англ. Mwamlowe) — традиційна громада у складі дистрикту Румфі Північного регіону Малаві.
Населення — 8481 особа (2018).